# Karl Haueter
Karl Haueter (* 3. August 1868 in Boltigen; † 16. Juni 1935 in Spiez) war ein Schweizer Viehzüchter. 

## Leben
Haueter verbrachte seine Kindheit in Boltigen und Zweisimmen. Nach der Sekundarschule absolvierte er zunächst ein Welschlandjahr und verbrachte weitere Zeit in Amerika. 
Nach seiner Rückkehr übernahm er den väterlichen Hof in Zweisimmen und konnte diesen zu einem bedeutenden Exportbetrieb nach Amerika ausbauen. Er galt als Experte für die Fleckviehzucht.
Nach ihm ist in Zweisimmen die Strasse benannt, an der sich das Alterswohnen und das Spital Zweisimmen befinden.